# Väestöliitto
Väestöliitto, Finska befolkningsförbundet, är en i Helsingfors verksam organisation som grundades 1941 och bedriver verksamhet inom familje- och befolkningspolitik. Medlemmar i förbundet är 29 inom dessa sektorer arbetande organisationer. Organisationens verksamhet är i huvudsak inriktad på värnandet av familjernas väl.
Väestöliitto arbetar för ett samhälle med balanserad befolkningsutveckling. Man har bidragit till uppkomsten av bland annat barnbidragssystemet och den så kallade aravalagstiftningen. Förbundet tar initiativ och bedriver forskning inom sitt verksamhetsområde samt bedriver rådgivning i familje-, ärftlighets-, fertilitets- och sexualfrågor. Dess forskningsanstalt (Väestöntutkimuslaitos, grundad 1946) har bland annat sedan 1997 årligen låtit göra en familjebarometer som kartlägger finländarnas syn och åsikter om olika frågor gällande familjer. Den genetiska kliniken inledde sin verksamhet 1972. Förbundet har dessutom fertilitetskliniker i Helsingfors (sedan 1986), Uleåborg (sedan 1991), Åbo (sedan 1997) och Tammerfors (sedan 2003). År 1945 grundade man blomsterfonden Suomen kotien kukkasrahasto, vars syfte är att stöda förbundets verksamhet. Man utger sedan 2006 tidskriften Pari & perhe.